# Великі Ремезьонки
Великі Ремезьо́нки (рос. Большие Ремезёнки, ерз. Покш Эрьмезёнка) — село у складі Чамзінського району Мордовії, Росія. Адміністративний центр Великоремезьонського сільського поселення.

## Населення
Населення — 452 особи (2010; 481 у 2002).
Національний склад (станом на 2002 рік):
- мордва — 77 %